# زکریا مومونی
زکریا مومونی (انگلیسی: Zakaria Mumuni؛ زادهٔ ۱۱ دسامبر ۱۹۹۶) بازیکن فوتبال اهل غنا است.
وی همچنین در تیم ملی فوتبال غنا بازی کرده است.